# Lagaropsylla hoogsraali
Lagaropsylla hoogsraali är en loppart som beskrevs av Smit 1957. Lagaropsylla hoogsraali ingår i släktet Lagaropsylla och familjen fladdermusloppor. Inga underarter finns listade i Catalogue of Life.